# Padre padrone
Padre padrone (br: Pai Patrão) é um filme de 1977 dirigido pelos irmãos Taviani, baseado em romance homônimo, autobiográfico, de Gavino Ledda.
Recebeu a Palma de Ouro de melhor filme no 30º Festival de Cannes. Foi um dos filmes mais aclamados na década de 1970.

## Sinopse
No interior da Sardenha, Itália, Gavino é um menino de seis anos oprimido pela ignorância e violência do pai, que o obriga a deixar os estudos ir para o campo pastorar ovelhas. Com o tempo, Gavino entende que a única saída é possuir aquilo que falta em seu pai: cultura.

## Elenco
- Omero Antonutti............. Pai
- Saverio Marconi.............. menino Gavino
- Marcella Michelangeli... Mãe
- Fabrizio Forte................ Jovem Gavino
- Pierluigi Alvau
- Fabio Angioni
- Giuseppino Angioni
- Giuseppe Brandino
- Nanni Moretti................. Cesare

## Principais prêmios e indicações
Indicações
- BAFTA[desambiguação necessária] revelação (Severio Marconi) -1978

Premiações
- Festival de Berlim Interfilm Grand Prix  (Irmãos Taviani) - 1977
- Palma de Ouro no Festival de Cannes (Irmãos Taviani) - 1977
- David di Donatello - David especial (Irmãos Taviani) - 1978